# كيم نيلسون
كيم نيلسون (بالسويدية: Kim Nilsson)‏ هو متسابق دراجات نارية سويدي، ولد في 4 فبراير 1990 في ستوكهولم في السويد.